# Урданета, Андрес
Андре́с де Урдане́та (баск. Andres Urdaneta; родился 30 ноября 1498 года — умер 3 июня 1568 года) — баскский мореход, открывший «путь Урданеты» — наиболее безопасный тихоокеанский путь от Филиппин в Мексику.

## Биография

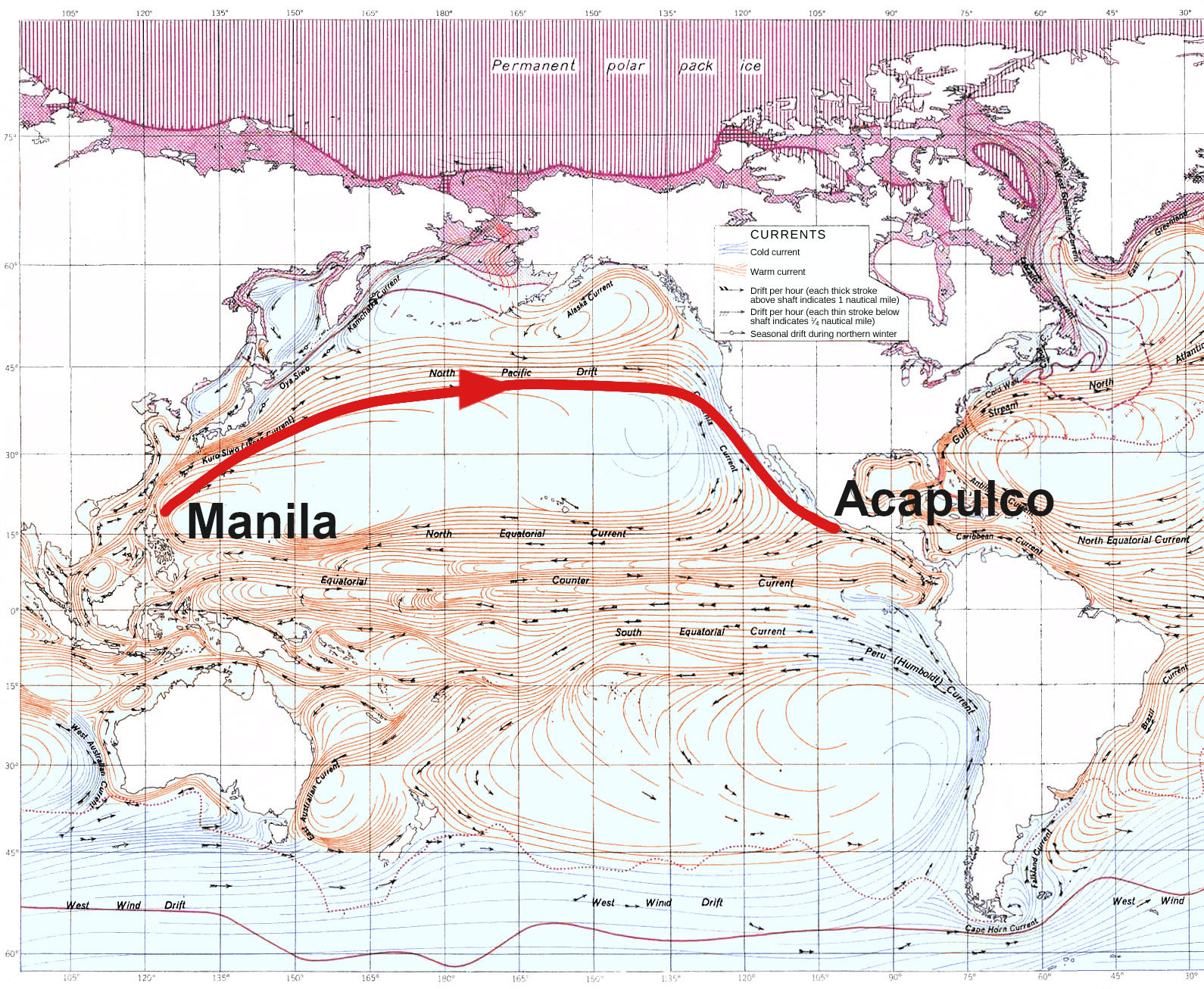
«Путь Урданеты» из Филиппин в Акапулько (Мексика)

Молодой Урданета находился в составе первой после первого кругосветного плавания испанской экспедиции, прошедшей Магеллановым проливом. Командовал ею архиепископ Гарсия де Лоайса, а целью была колонизация островов Пряностей. Немногие испанцы, добравшиеся до Молуккских островов, были взяты в плен португальцами. Их возвращение в Европу (в 1536 г.) можно рассматривать как второе кругосветное путешествие в истории.
Истощённый передрягами, Урданета постригся в монахи и занялся обустройством обители августинцев в Новой Испании. Когда тридцать лет спустя (в 1559 г.) король Филипп II направил Лопеса де Легаспи на освоение Филиппинских островов, Урданете, известному своими познаниями в искусстве мореплавания, было поручено провести его в те воды. Урданета с собой взял ещё четырёх товарищей-монахов: Андреса де Агирре, Диего де Эррера, астролога Мартина де Эррада и Педро де Гамбоа.
До него пять экспедиций к берегам Филиппин потерпели неудачу, так как вопреки течению пытались держать путь прямо на запад. Добраться же до Филиппин со стороны Азии испанцы не могли до тех пор, пока те воды считались владением португальской короны.
В апреле 1565 года Урданета достиг филиппинского острова Себу и основал там миссию и крепость, а 1 июня отплыл обратно. Обратное плавание в высоких широтах (с отклонением на север к 36 широте) позволило Урданете, в отличие от своих предшественников, избежать тайфунов и при благоприятном ветре вернуться в порт Акапулько 8 октября 1565 года, преодолев порядка 20 000 километров за 130 дней.
По причине отсутствия припасов для неожиданно долгого плавания команда вернулась в Новую Испанию в крайнем истощении, шестнадцать моряков умерли в пути. Урданета посетил Испанию для доклада о своём успехе и письменно изложил инструкции для будущих путешественников к филиппинским берегам.
На протяжении нескольких столетий сообщение Филиппин с Европой осуществлялось почти исключительно по маршруту Урданеты. По нему же ежегодно курсировал галеон Акапулько-Манила.

## Первенство в открытии маршрута
Несмотря на признание, полученное Урданетой, первым вернулся в Новую Испанию через северные широты другой участник экспедиции Алонсо де Арельяно, под командой которого был один из четырёх кораблей — «Сан-Лукас». На подходе к Филиппинским островам он без приказа оставил остальные корабли позади и впоследствии с ними не воссоединился. «Сан-Лукас» начал возвращение 22 апреля и бросил якорь в порту Навидад 9 августа 1565 года, прибыв на два месяца раньше корабля Урданеты. Арельяно удалось пересечь океан на двадцать дней быстрее, проведя большую часть пути между 40° и 43° с. ш. Учитывая обстоятельства, связанные с подозрением Арельяно в дезертирстве, ожидаемого вознаграждения и признания он не получил.